# Bernard Cazeneuve
Bernard Cazeneuve (ur. 2 czerwca 1963 w Senlis) – francuski prawnik i polityk, parlamentarzysta i minister, w latach 2016–2017 premier Francji.

## Życiorys
Ukończył Institut d'études politiques de Bordeaux. Praktykował w zawodzie prawnika, pracował na stanowiskach politycznych w administracji rządowej. W latach 1997–2002 orzekał w instytucji Cour de Justice de la République.
Zaangażował się w działalność polityczną w ramach Partii Socjalistycznej. Z ramienia PS w latach 1997–2002 i 2007–2012 zasiadał w Zgromadzeniu Narodowym XI i XIII kadencji. Piastował także szereg stanowisk w administracji lokalnej i regionalnej. Był radnym miejskim w Cherbourg-Octeville (1995–2000), następnie zastępcą mera (do 2001) i merem (do 2008) tego miasta. Pełnił funkcję wiceprzewodniczącego związku komunalnego (2004–2008), radnego departamentu Manche (1994–1998) i radnego regionu Dolna Normandia (2004–2007).
16 maja 2012, po zwycięstwie François Hollande’a w wyborach prezydenckich i powołaniu przez niego nowego rządu, Bernard Cazeneuve objął urząd ministra delegowanego ds. europejskich w gabinecie, którego premierem został Jean-Marc Ayrault. Utrzymał następnie mandat poselski w wyborach przeprowadzonych w kolejnym miesiącu. Po dokonanej 21 czerwca 2012 rekonstrukcji pozostał w drugim gabinecie tego samego premiera na dotychczasowym stanowisku. 19 marca 2013 powierzono mu funkcję ministra delegowanego ds. budżetu.
2 kwietnia 2014 objął urząd ministra spraw wewnętrznych w rządzie Manuela Vallsa. Pozostał na nim również w utworzonym w sierpniu 2014 drugim gabinecie tegoż premiera. 6 grudnia 2016 został przez prezydenta Francji François Hollande’a desygnowany na stanowisko premiera, zastępując Manuela Vallsa, który odszedł z zamiarem kandydowania na prezydenta Francji.
10 maja 2017, po ogłoszeniu oficjalnych wyników wyborów prezydenckich, złożył dymisję swojego rządu, stając się najkrócej urzędującym premierem V republiki. 10 maja 2017 premier złożył dymisję rządu w związku z wyborem nowego prezydenta Emmanuela Macrona. Zakończył urzędowanie 15 maja 2017, gdy dzień po zaprzysiężeniu prezydent na nowego premiera powołał Édouarda Philippe’a. Kilka miesięcy wcześniej zadeklarował, że nie wystartuje w wyborach parlamentarnych w czerwcu 2017.
Powrócił później do praktyki prawniczej. W maju 2022 wystąpił z Partii Socjalistycznej, protestując przeciwko porozumieniu wyborczemu z lewicowym ugrupowaniem La France insoumise.

## Odznaczenia
- Legia Honorowa III klasy (2017)[13]
- Krzyż Komandorski z Gwiazdą Orderu Zasługi Rzeczypospolitej Polskiej (Polska, 2012)[14]
- Order Zasługi Republiki Włoskiej II klasy (Włochy, 2012)[15]
- Krzyż Wielki II Klasy Orderu Zasługi Republiki Federalnej Niemiec (Niemcy, 2016)[16]